# Вятская газета
«Вятская Газета» — газета издававшаяся в Вятке с марта 1894-го по май 1907 г.
Газета стала первым в России периодическим изданием, ориентированным прежде всего на крестьянского читателя и представляла собой первый пример толково составляемой газеты для народного чтения. А. М. Горький назвал «Вятскую газету» лучшей «из немногих существующих у нас проводников просвещения в деревне».

## История
Газета издавалась по инициативе земцев и, прежде всего, А. П. Батуева, возглавлявшего Вятское земство в 1890-е годы.
Мысль о крестьянской газете возникла в Вятском губернском земстве в 1893 году, что было отражено в докладе губернскому собранию. По мнению управы, земская сельскохозяйственная газета должна быть доступна пониманию крестьян и должна отвечать на их назревшие запросы и нужды; поставлена в условия широкого распространения. Губернское собрание одобрило предложение управы и ассигновало на его осуществление 2000 руб. В дальнейшем на расходы по изданию ассигновано было уже 4000 руб., а в действительности издержано до 6000.
Первыми редакторами газеты стали А. П. Батуев и губернский агроном А. Новиков. После смерти А. П. Батуева редакторами газеты были новый председатель губернской управы В. Садовень, с 26 августа 1899 года – В. Шиллегодский, с 15 марта 1901 года – Л. Юмашев, с 8 марта 1907 года – И. Сухов.
Сами крестьяне нередко являлись авторами газеты, так в 1903 году ими написаны 143 корреспонденции и 14 очерков, в том числе автором был поэт-самоучка А. П. Грудцын.
Газета выходила сначала 2 раза в месяц, а с марта 1895 г. - еженедельно, с приложением 18 тетрадей специальных статей.
С начала 1898 года увеличивается размер газеты, многие отделы расширяются, а специальные статьи по технике земледелия и кустарных промыслов выделяются в особые ежемесячные приложения.
В 1901-1906 гг. газета выходила по 52 номера в год.
После революции 1905 газета стала допускаться в народные бесплатные библиотеки-читальни. Одновременно редакция начала практиковать бесплатную рассылку газеты лицам, принимавшим на себя обязательства «добровольных чтецов» газеты, и проводившим громкие читки для крестьян.
В 1894 г. тираж составил 6000 экземпляров, причем 4500 расходились бесплатно, в 1905 г. соответственно 9000 и 8100.
31 мая 1907 г., по решению цензурного управления, газета была закрыта.

## Содержание
Изначально газета посвящалась сугубо сельскохозяйственным и кустарно-промышленным темам, преследуя просвещение крестьянства. Газета помещала сведения об опыте и нововведениях в сельском хозяйстве, читатель знакомился с травосеянием, новыми земледельческими орудиями, свойствами удобрений и т.п. Выпускались приложения – брошюры, руководства и сборники статей по сельскохозяйственным и ветеринарным делам, по ремеслам.
С 1898 года в «Вятской газете» начинает выступать с литературно-критическими статьями известный критик В.Е. Чешихин-Ветринский, отбывавший в 1897 – 1899 годы в уездном городе Глазове ссылку.
В декабре 1899 года всем подписчикам был бесплатно разослан «Русский календарь» на 1901 год, а в 1906 году – «Русский сельский календарь» И. Горбунова-Посадова.
В 1906 г., как приложение к ней, был издан объемом в 276 страниц “Краткий обзор деятельности Вятского губернского земства за 36 лет (1867-1902)”.
Поднимались в газете вопросы о народном образовании, круге чтения крестьян, о здравоохранении, печатались очерки по географии, о путешественниках прошлых веков.
Освещала газета и события в мире, в частности, англо-бурскую войну, с явной симпатией к защитникам южноафриканских республик Трансвааль и Оранжевая. Много внимания было уделено на страницах газеты войне с Японией.
На страницах газеты помещались произведения отечественных и иностранных писателей – Пушкина, Лермонтова, Льва Толстого, Короленко, М.Горького, Диккенса, Гейне. Библиографический отдел знакомил подписчиков с выходившими книгами.
Сотрудничавший с газетой выходец из вятских крестьян депутат I Государственной Думы П.А.Садырин прислал в редакцию “Письма о работе Государственной Думы”.

## Оценка газеты
Максим Горький оценил “Вятскую газету”: “Нужно воздать должное руководителям газеты, все в ней излагается серьезно, толково, без подделки под мужицкий язык, с твердой уверенностью, что если деревенский читатель захочет понять – он поймет. К газете ежемесячно прилагаются “сельскохозяйственные тетрадки”, в которых текстом и рисунками учат мужика, как делать ложки, ульи, строить печь для топки торфом, печатают сведения об устройстве вселенной, – все это, взятое вместе, производит впечатление работы дружной, продуманной, вызванной ясным сознанием той огромной возможности, которую имеет для мужика всякое прикладное и теоретическое знание. И вятский мужик понимает и ценит труд интеллигента”.
Комиссия Императорского Вольного Экономического Общества присудила Вятскому губернскому земству Большую золотую медаль “за просветительскую и энергичную деятельность по изданию в 1894-1899 гг. “Вятской газеты”, и за широкое её распространение среди народа”.
В 1902 году Нижегородское губернское земство обсуждало вопрос об издании местной газеты по образцу вятской. С просьбой сообщить сведения относительно издания «Вятской газеты», расходов на неё, числа подписчиков и т. д., обращалась в Вятку Курская губернская земская управа.
Как издание, обращенное к народу, газета всегда обращала на себя пристальное внимание цензуры. Ещё в 1899 году Главное управление по делам печати отметило «тенденциозный подбор печатавшихся в ней статей».В этом отношении особенно выделялся историко-литературный отдел, «в котором нередко помещались статьи и стихотворения, рисующие в крайне мрачных красках положение русского крестьянина», также и библиографический отдел, где редакция , «давая отзывы о книгах, подробно приводила их содержание и рекомендовала те из них, в которых опять-таки наш крестьянин выставлялся гнетенным...».